# Zofia Rosińska-Zielińska
Zofia Rosińska-Zielińska (ur. w 1940) – polska filozofka, profesor nauk humanistycznych (1997), profesor zwyczajna w Instytucie Filozofii Uniwersytetu Warszawskiego.
Kierowniczka Zakładu Filozofii Kultury, członkini Komitetu Nauk Filozoficznych Polskiej Akademii Nauk. Zajmuje się problemami z pogranicza psychologii i filozofii oraz historii psychologii, głównie zaś psychoanalizą.

## Najważniejsze publikacje
- Kierunki współczesnej psychologii: ich geneza i rozwój (1982);
- Jung (1982);
- Psychoanalityczne myślenie o sztuce (1985);
- Freud (1993);
- Psychoterapia i kultura: celebracja urazu czy leczenie duszy (red., 1997);
- Przemiany świadomości estetycznej: od prometeizmu do samowiedzy (2001);
- Freud w Polsce (2001);
- Blaustein. Koncepcja odbiorów mediów (2001);
- Przekraczanie estetyki (red., 2003);
- Spór o pamięć (2004);
- Pamięć w filozofii XX wieku (red., 2006);
- Co to jest filozofia kultury? (red., 2006);
- Ruch myśli. Teksty trochę filozoficzne, (Warszawa: ENETEIA Wydawnictwo Psychologii i Kultury, 2012, ISBN 978-83-61538-46-2).